# カロリーネ・ア・ダンマーク

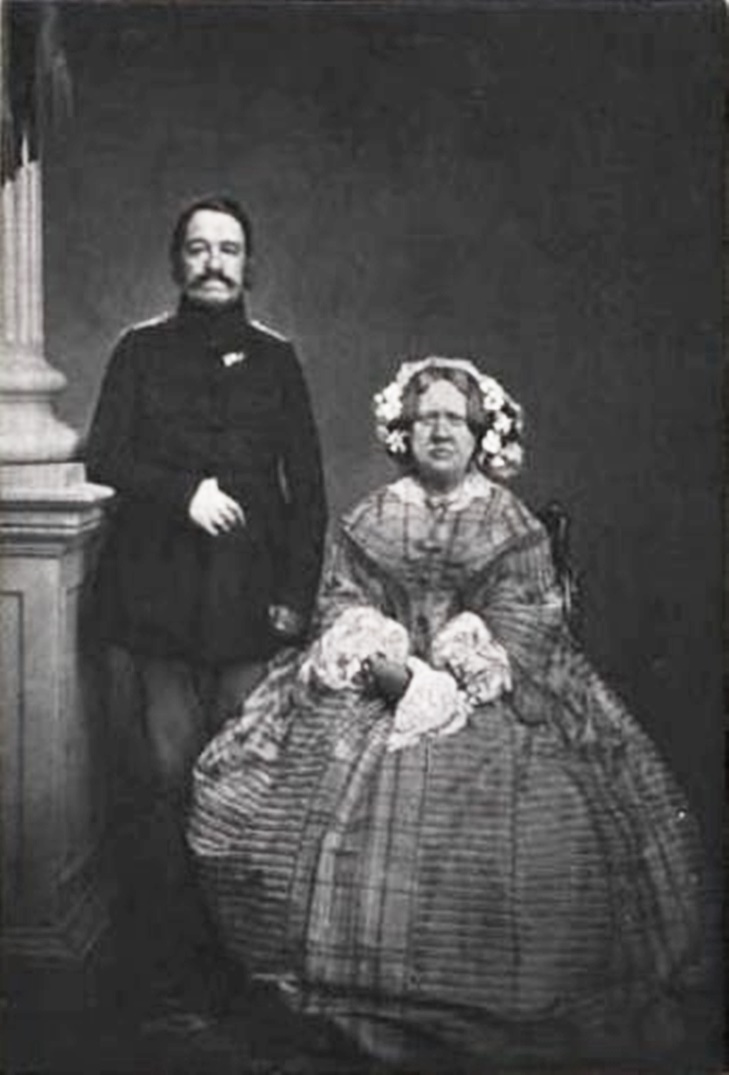
カロリーネ王女と夫のフェアディナン王子

カロリーネ・ア・ダンマーク（Caroline af Danmark, 1793年10月28日 - 1881年3月31日）は、デンマーク＝ノルウェー王フレゼリク6世とその妃でヘッセン＝カッセル侯子カールの娘マリーの間に生まれた次女。父の従弟フェアディナン王子に嫁いだ。夫君が1848年から1863年までデンマーク王位の推定相続人だった間、世継ぎ王子の妃（Arveprinsesse）の称号で呼ばれていた。

## 生涯
カロリーネは両親の第三子、次女としてコペンハーゲンのクリスチャンスボー宮殿で生まれた。父は精神異常の祖父クリスチャン7世の摂政を1784年から務め、1808年に王位を継承している。彼女より先に生まれていた兄姉は生まれてすぐ死んでいたため、カロリーネの誕生と成長は国民に非常に喜ばれた。カロリーネが生まれて間もなくクリスチャンスボー宮殿が火事で焼けおちたため、彼女は両親と一緒にアマリエンボー宮殿で育った。カロリーネは父フレゼリク6世と非常に仲が良かったと言われる。カロリーネは幅広い教育を受けたが高度というわけではなかった。彼女には秀でた知性もなく、容姿もぱっとしなかった。
父王には成育した息子がなく、カロリーネと妹のヴィルヘルミーネはサリカ法の存在のため王位を継承できなかった。しかしカロリーネは国王の一番上の娘として、結婚するまでは公的な称号ではないが王太子（Kronprinsesse Caroline）の称号で呼ばれていた。カロリーネには何度か縁談があったが、いずれも実現に至らなかった。1810年、フランス皇帝ナポレオン1世はスウェーデンの王位継承者に指名されたアウグステンブルク家のカール・アウグストとカロリーネの結婚を提案した。父王は不賛成ながらも縁談を進めたが、結局カール・アウグストの突然死のため縁談自体が流れた。またイギリス王ジョージ3世の三男クラレンス公ウィリアムとの縁談も不成立となり、1812年には母マリア王妃の末弟のヘッセン＝カッセル侯子クリスティアンと婚約したが、クリスティアンとは1814年に死別した。
1829年8月1日、35歳になっていたカロリーネは父の従弟にあたるフェアディナン王子とフレゼリクスボー宮殿で結婚した。この結婚はデンマーク王家内の本家と分家を結び付けるための政略結婚であった。カロリーネと夫フェアディナンの間に子供は出来なかった。結婚後、カロリーネが王太子と呼ばれることは無くなった。
1830年、カロリーネは大火傷を負い、容姿を著しく損なった。彼女が髪に付けていた飾りに火が燃え移り、カロリーネの髪と顔を激しく焼いたのである。顔の火傷の痕は生涯残った。カロリーネは鏡を見るたび、これほど酷い容姿になっても友人たちが彼女を見るのを避けないでいてくれることに、非常に感謝していたと言われる。1858年、カロリーネは再び同様の事故で火傷を負っている。
義兄の国王クリスチャン8世が1848年に亡くなり、その一人息子フレゼリク7世（カロリーネの妹ヴィルヘルミーネの元夫でもある）が即位すると、カロリーネの夫フェアディナンが息子も弟もいない新王の推定相続人となり、世継ぎ王子（Arveprins）の称号を与えられた。これに伴い、妻のカロリーネも世継ぎ王子の妃（Arveprinsesse）の称号を与えられた。しかし夫はフレゼリク7世の死の直前に死んだため、カロリーネはデンマーク王妃にはなれなかった。
1848年以後、カロリーネは夫と共に父王フレゼリク6世が改築したベアンストーフ宮殿（Bernstorffs Palæ）で暮らしたが、宮廷では何の役割も果たさなかった。カロリーネは夫との静かで落ち着いた暮らしを好み、夫の浮気癖や借金にも目を瞑った。1839年に父王が死ぬと、カロリーネは父の思い出にこだわり、宮廷から遠ざかっていた。夫は宮廷で甥フレゼリク7世の妻ルイーセ・ラスムセンの付添役を務めたが、カロリーネ自身は国王ともその妻とも疎遠だった。1853年、コペンハーゲンでコレラが発生した時、カロリーネと夫フェアディナンは王家の他の人々と違い首都を離れなかったため、国民から大いに尊敬を集めた。
カロリーネは熱心な愛国者で、デンマークが最上の国なので外国に行く理由などない、というのが口癖だった。未亡人になった後、カロリーネは夫の作った借財の返済に追われながら、孤独な余生を送った。晩年になると、耳も聞こえなくなった。1881年、カロリーネはコペンハーゲンで死んだ。